# Leptotrygon veraguensis
La paloma perdiz de Veragua, paloma perdiz de pecho negro, paloma perdiz dorsioliva. paloma perdíz cariblanca, paloma perdiz bigotiblanca o paloma bigotiblanca (Leptotrygon veraguensis, anteriormente Geotrygon veraguensis) es la única especie del género de aves columbiformes Leptotrygon. Esta paloma se encuentran en hábitats forestales de América Central y del norte de América del Sur, desde Nicaragua y Panamá hasta Colombia y Ecuador.

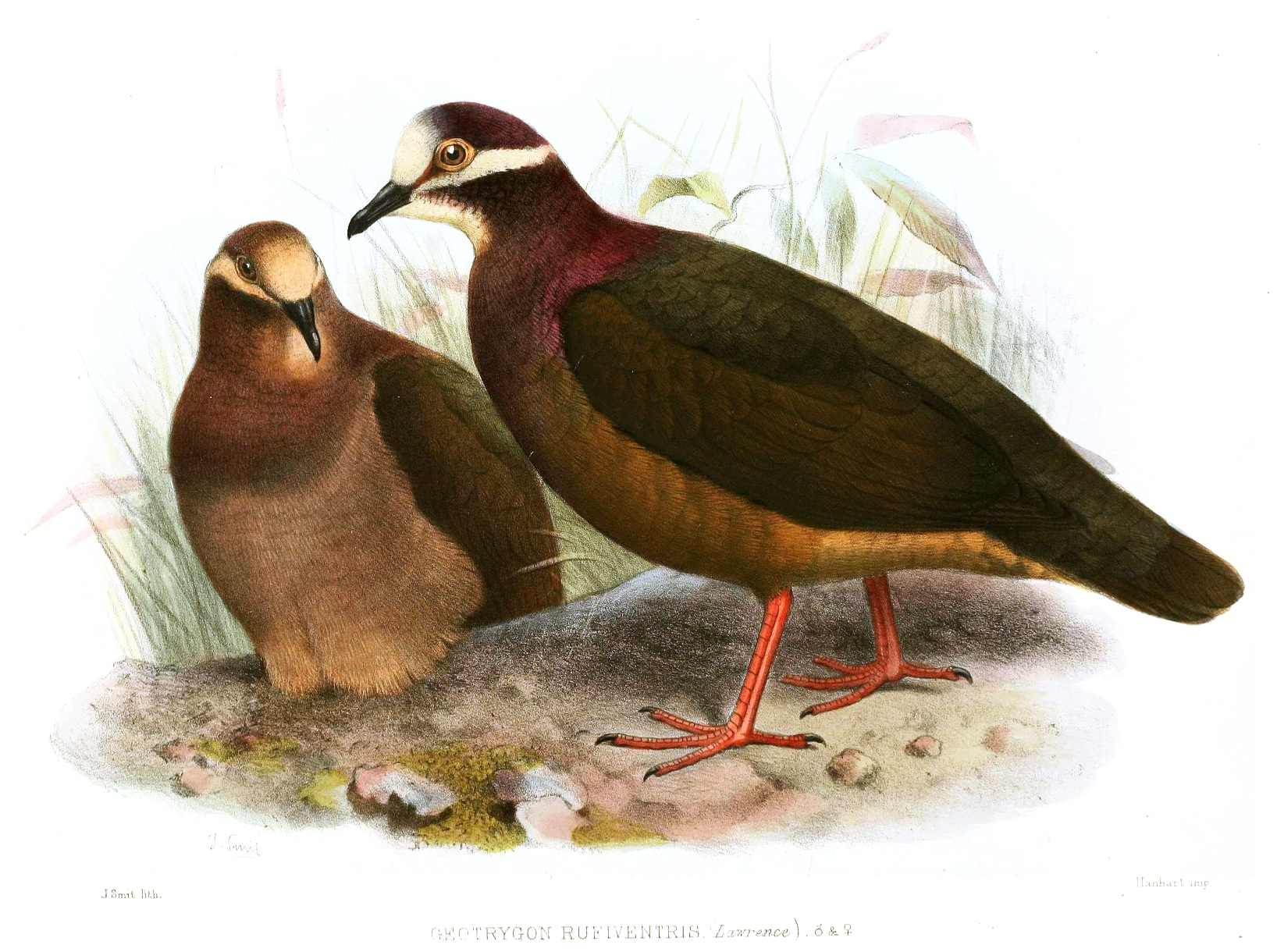
Paloma-perdiz de Veragua (Leptotrygon veraguensis).

## Taxonomía
Este género fue descrito originalmente en el año 2013 por los ornitólogos Richard C. Banks, Jason D. Weckstein, James Van Remsen Jr. & Kevin P. Johnson. Su única especie anteriormente estaba ubicada en el género Geotrygon, y había sido descrita en el año 1867 por George Newbold Lawrence.

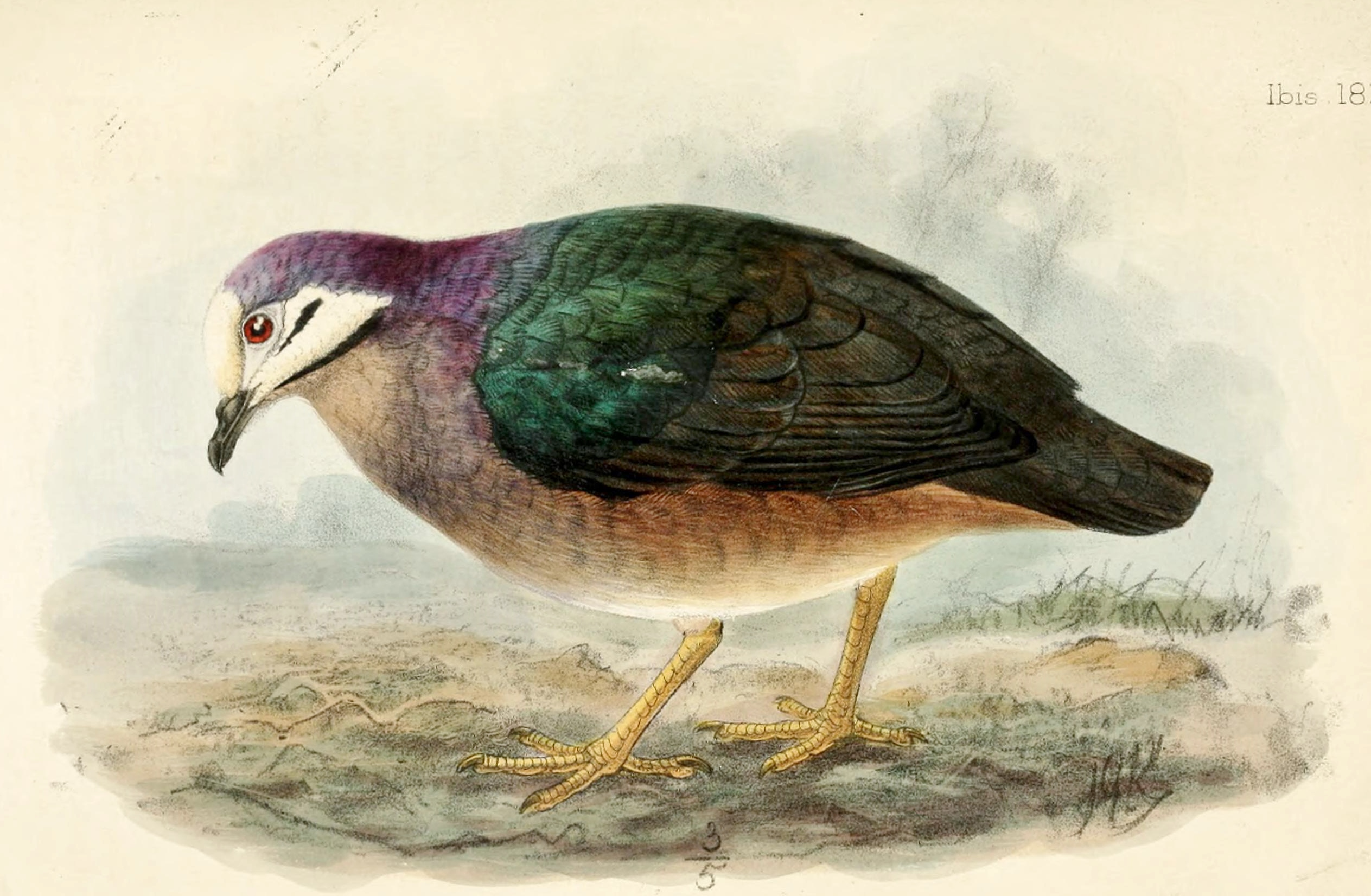
Paloma-perdiz de Veragua (Leptotrygon veraguensis).

### Historia taxonómica
En el año 2011, Johnson y Weckstein reconstruyeron una filogenia de las especies de Zenaidini, utilizando muestras de secuencias de ADN de 24 especies de 3 géneros. El resultado fue que las especies del género Geotrygon no constituían un grupo monofilético, quedando una especie más relacionada con Leptotila (si bien no dentro de este).
En el año 2013, un equipo compuesto por R. Banks y otros colegas continuaron con la investigación, incorporando datos genéticos parciales de otras dos especies, incluyendo la especie tipo del género Geotrygon (G. versicolor). La conclusión fue que debieron erigir dos nuevos géneros, además de rediseñar una nueva lista secuencial que refleja mejor las relaciones filogenéticas entre las especies del grupo.

### Etimología
Etimológicamente, el nombre femenino genérico Leptotrygon se construye con los nombres de los géneros Leptotila y Geotrygon, reflejando de este modo las relaciones filogenéticas que posee, además de corresponderle también en su forma general y hábitos.

## Características diagnósticas
Filogenéticamente el género más estrechamente relacionado con Leptotrygon es Leptotila, del que se lo diferencia por carecer de la atenuación del vexilo interno en la primarias externas, por la presencia de rayas faciales, y por la ausencia de manchas blancas en los extremos de las rectrices externas. Además, el parche de color pálido de la garganta está nítidamente definido por las rayas oscuras que presenta en ambos lados, en lugar de mezclarse poco a poco los dos colores como en Leptotila.